# الخطوط الجوية الداغستانية
الخطوط الجوية الداغستانية (بالروسية: «South Esat airlines — Дагестанские авиалинии») والمعروفة باسم SE هي الناقل الجوي الرسمي لجمهورية داغستان. يعود إنشاء الشركة إلى عام 1927 وبذلك تعد من أقدم الناقلين الجويين في العالم. يقع مقرها الرئيسي في مطار محج قلعة الدولي في محج قلعة.

## الاتجاهات
- روسيا
  - محج قلعة - مطار محج قلعة الدولي
  - موسكو
    - مطار دوموديدوفو الدولي
    - مطار فنوكوفو الدولي

  - سانت بطرسبرغ - مطار بولكوفو
- تركيا
  - إسطنبول - مطار سبيحا غوكتشين
  - أنطاليا - مطار أنطاليا
- الإمارات العربية المتحدة
  - الشارقة - مطار الشارقة الدولي
- المملكة العربية السعودية

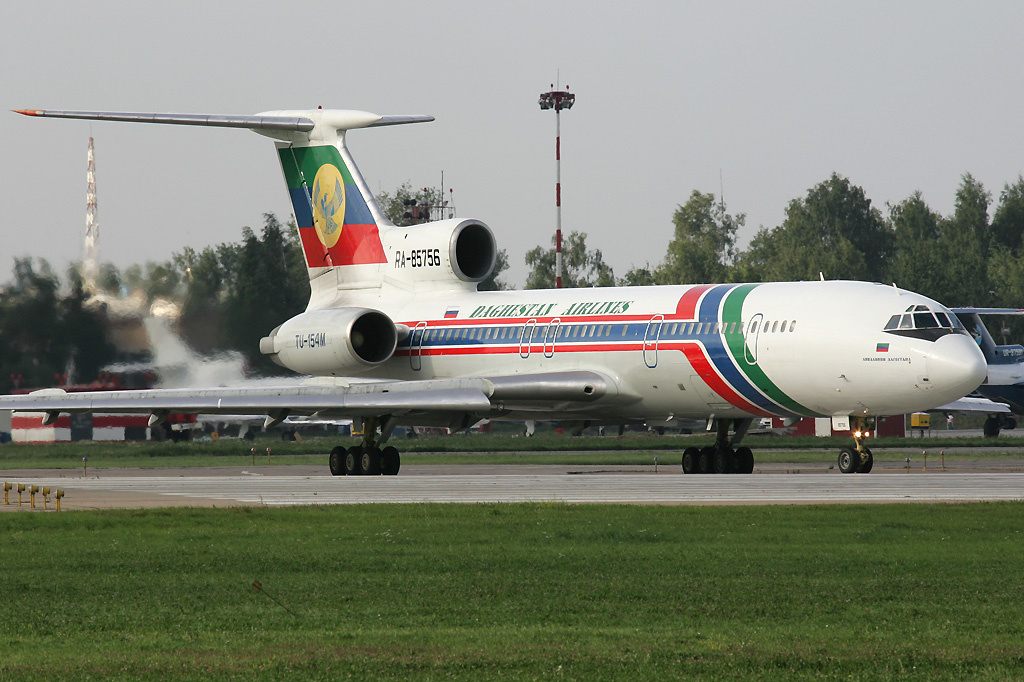
طائرة تو-154 التابعة للخطوط الجوية الداغستانية

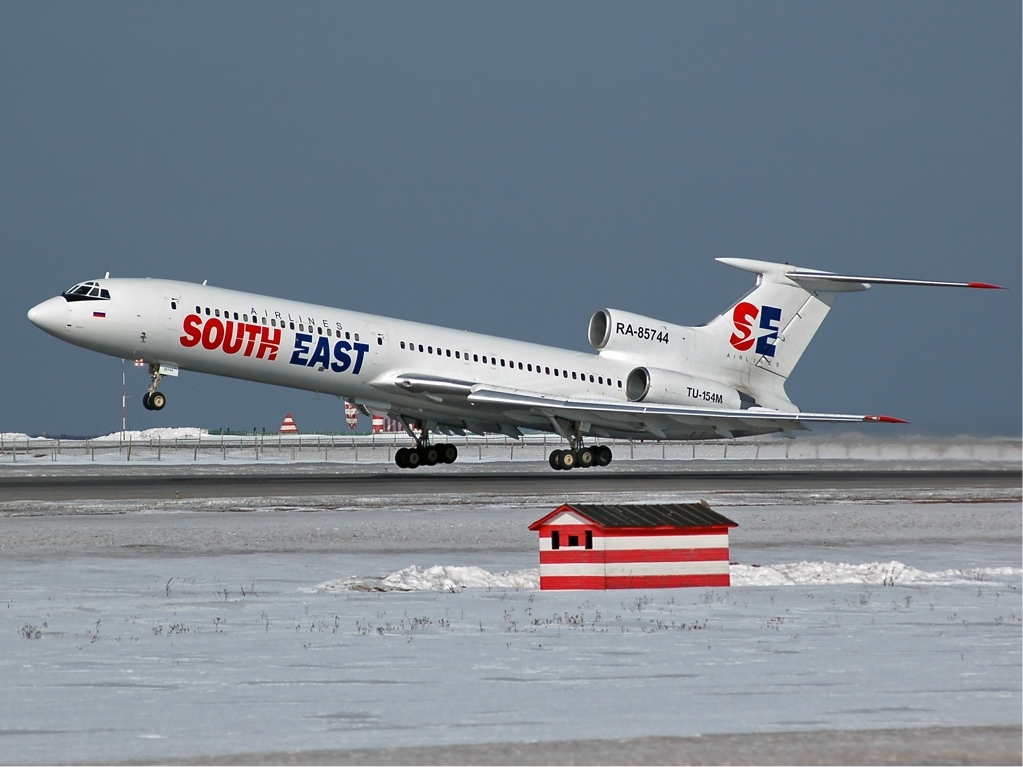
الطائرة التابعة للخطوط الجوية الداغستانية في كسوة جديدة

  - جدة - مطار الملك عبد العزيز الدولي

## أحداث وحوادث
- في 4 ديسمبر 2010 تحطمت طائرة من طراز توبوليف 154 التابعة للخطوط الجوية الداغستانية والتي كانت تقوم برحلة من موسكو إلى محج قلعة، بعد إقلاعها من مطار «دوموديدوفو» في موسكو، حيث تعطلت إحدى محركاتها. وأثناء قيام الطاقم بعملية الهبوط تعطل المحركان الآخران، ما تسبب الهبوط الاضطراري في مدرج رقم P 32. وكان على متنها 163 راكبا و9 من أفراد الطاقم. ووفقا لوزارة الصحة، نتيجة التحطم قتل شخصين، من بينهما شقيق لرئيس جمهورية داغستان، وجرح 83.